# حوضه آبریز رودخانه ارس

موقعیت حوضه آبریز رودخانه ارس

حوضه آبریز رودخانه ارس یکی از حوضه‌های باز ایران است که در تقسیم‌بندی حوضه‌های آبریز ایران، حوضهٔ فرعی به شمار می‌رود و زیرمجموعهٔ حوضهٔ آبریز دریای مازندران است. مساحت این حوضه، ۳۹٬۵۳۴ کیلومتر مربع و رود اصلی آن، ارس است.

## جغرافیا
حوضهٔ آبریز رودخانه ارس شامل بیش از نیمی از مساحت استان اردبیل و بخش‌هایی از استان‌های آذربایجان شرقی و آذربایجان غربی است. آبراههٔ اصلی حوضه، رود ارس است که شاخهٔ اصلی آن از کوه هزاربرکه در جنوب ارزروم ترکیه سرچشمه می‌گیرد و بخشی از مرز ترکیه و ارمنستان را شکل می‌دهد. در شمال شرقی روستای دیم‌قشلاق وارد مرز ایران می‌شود و در مرز ایران با ارمنستان و آذربایجان امتداد می‌یابد تا این که در شرق پارس‌آباد وارد جمهوری آذربایجان می‌شود. مهم‌ترین شاخه‌های این رود در ایران، زنگمار، قطورچای و دره‌رود هستند که از کوه‌های آذربایجان سرچشمه می‌گیرند و در جهت شمال جریان می‌یابند.

## زیرحوضه‌ها
برپایهٔ دستور العمل تقسیم‌بندی حوضه‌های ایران، حوضهٔ آبریز ارس به زیرحوضه‌های زیر تقسیم می‌شود:
| کد  | نام اختصاری زیرحوضه | مساحت کیلومتر مربع | تعداد زیرحوضه‌ها |
| --- | ------------------- | ------------------ | --------------- |
| ۱۱۱ | شرق دره‌رود          | ۳٬۹۵۶              | ۲               |
| ۱۱۲ | دره‌رود              | ۱۴٬۲۳۵             | ۳               |
| ۱۱۳ | ارس میانی           | ۶٬۷۱۹              | ۵               |
| ۱۱۴ | قطورچای             | ۸٬۵۰۳              | ۸               |
| ۱۱۵ | شرق زنگمار          | ۱٬۸۳۸              | –               |
| ۱۱۶ | زنگمار–ساری‌سو       | ۳٬۱۱۵              | ۵               |
| ۱۱۷ | سراب ارس            | ۱٬۱۶۸              | ۲               |